# Amphicnemis incallida
Amphicnemis incallida là một loài chuồn chuồn kim trong họ Coenagrionidae.
Amphicnemis incallida được miêu tả khoa học năm 1939 bởi Needham & Gyger.